# Mitt skuldregister, Gud
Mitt skuldregister, Gud är en gammal botpsalm i sex verser av Salomon Liscovius skriven 1683 och översatt 1693 av Johannes Petraeus. Till 1937 års psalmbok hade verserna minskat till tre, men det framgår inte vem som gjort bearbetningen.
Psalmen inleds 1695 med orden:
Mitt skuld-register när jagh wil
o Gudh! beskåda
Melodin är ursprungligen publicerad i New Ordentlich Gesangbuch 1648. Enligt 1697 års koralbok användes samma melodi som till Then wederwärdighet (1695 nr 293) men senare bytte psalmen melodi och i 1937 års psalmbok anges att psalmen då sjungs till en komposition från 1648 vilket är samma melodi som flera andra psalmer, bland annat Jag vet på vem jag tror (1937 nr 363) och den äldre Väl mig i evighet (1695 nr 241, 1937 nr 290). Enligt 1921 års koralbok med 1819 års psalmer skall den melodi som förekom till 1695 års psalm nr 323 användas: O gode Herde, du som gav ditt liv för fåren och då blir melodivariationerna och likheter med andra psalmers melodier ännu bredare. 

## Publicerad som
- Nr 256 i 1695 års psalmbok under rubriken "Boot-Psalmer".
- Nr 189 i 1819 års psalmbok under rubriken "Nådens ordning: Omvändelsen: Ånger och tro (botpsalmer)".
- Nr 282 i Sionstoner 1935 med titelraden "Mitt skuldregister när", under rubriken "Nådens ordning: Väckelse och omvändelse".
- Nr 285 i 1937 års psalmbok under rubriken "Bättring och omvändelse".